# Костли, Карло
Ка́рло Яи́р Ко́стли Моли́на (исп. Carlo Yaír Costly Molina; род. 18 июля 1982, Сан-Педро-Сула, Гондурас) — гондурасский футболист, нападающий клуба «Платенсе». Участник чемпионата мира 2014 года.
Карло — сын известного гондурасского футболиста, участника Чемпионата мира 1982 года Энтони Костли. Когда ему было 14, родители развелись и мать вышла за мексиканца, поэтому Карло пришлось переехать в Мехико. Он на молодёжном уровне выступал за мексиканские клубы «Селая», «Атлас», «Монаркас Морелия» и УНАМ Пумас.

## Клубная карьера
После возвращения на родину Костли начал довольно успешную карьеру в клубе «Платенсе». В 2003 году он дебютировал за команду в чемпионате Гондураса. В сезоне Апертуры 2006/2007 Карло стал лучшим бомбардиром первенства. После этого им заинтересовались английский клубы, но он предпочёл попробовать свои силы в польской Экстраклассе. В 2007 году Костли подписал соглашение с командой «Белхатув». В 2009 году на правах аренды он перешёл в английский «Бирмингем Сити». 7 февраля в матче против Бернли он дебютировал в Чемпионшипе. В Англии Карло провёл всего 8 встреч и вернулся в Польшу.
В начале 2010 года Костли подписал контракт на 3,5 года с румынским «Васлуем». 21 февраля в матче против «Газ Метана» он дебютировал в чемпионате Румынии. 18 марта в поединке против «Политехники» Карло забил первый гол за новый клуб. В мае он получил травму и долго восстанавливался.
После того, как травма была залечена, в начале 2011 года Карло перешёл в мексиканский «Атлас». 30 января в матче против «Америки» он дебютировал в мексиканской Примере. 3 апреля в поединке против «Эстудиантес Текос» Костли забил свой первый гол за «Атлас». Летом того же года Карло на правах аренды перешёл в американский «Хьюстон Динамо». 6 августа в матче против «Филадельфия Юнион» он дебютировал в MLS. 23 октября в поединке против «Лос-Анджелес Гэлакси» Карло забил свой первый гол за новую команду. В 2012 году Костли провёл сезон за греческую «Верию», а затем уехал в Китай, где в 12 встречах за «Гуйчжоу Чжичэн Торо» забил 9 мячей.
В начале 2014 года он вернулся на родину, заключив соглашение с «Реал Эспанья» из своего родного города. 19 января в матче против «Депортес Савио» Костли дебютировал за новую команду. 30 января в поединке против «Виды» Карло забил свой первый гол за «Реал Эспанья». Летом того же года Костли перешёл в турецкий «Газиантепспор». 14 сентября в матче против «Кайсери Эрджиесспор» он дебютировал в турецкой Суперлиге.
В начале 2016 года Карло вновь вернулся на родину, подписав контракт со столичной «Олимпией». 31 января в матче против «Марафона» он дебютировал за новую команду. 14 февраля в поединке против «Виды» Костли забил первый гол за «Олимпию».

## Международная карьера
2 июня 2007 года в товарищеском матче против сборной Тринидада и Тобаго Карло дебютировал за национальную команду, в этой встрече он забил свой первый гол. В том же году Костли был включен в заявку сборной Гондураса на участие в Золотом кубке КОНКАКАФ. На турнире он сыграл в матчах против сборных Панамы, Мексики, Кубы и Гваделупы. В поединках против мексиканцев и панамцев он забил три гола.
В 2009 году Костли во второй раз получил возможность выступить на Золотом кубке КОНКАКАФ. На турнире он сыграл в матчах против сборных Гаити, Канады, Гренады и дважды США. Костли отметился двумя забитыми голами во встречах против представителей Гаити и Гренады.
В отборочном цикле к чемпионату мира 2010 года в ЮАР Карло забил 6 мячей и во многом благодаря этом Гондурас впервые за много лет попал в финальную часть. Перед самым турниром Костли получил травму и не смог принять участия в мундиале.
В 2011 году он в третий раз был включен в заявку сборной на участие в Золотом кубке КОНКАКАФ. На турнире он сыграл в матчах против сборных Мексики, Коста-Рики, Ямайки, Гренады и Гватемалы. Во встречах против Греанды Карло сделал хет-трик.
В 2013 году благодаря 7 забитым мячам Костли сборная Гондураса второй раз подряд получила право выступить в финальной части чемпионата мира 2014 года в Бразилии.

### Голы за сборную Гондураса
| #   | Дата             | Место                                              | Противник         | Результат | Соревнование                       |
| --- | ---------------- | -------------------------------------------------- | ----------------- | --------- | ---------------------------------- |
| 01. | 2 июня 2007      | Франсиско Морасан, Сан-Педро-Сула, Гондурас        | Тринидад и Тобаго | 3:1       | Товарищеский матч                  |
| 02. | 8 июня 2007      | Джайентс Стэдиум, Ист-Ратерфорд, США               | Панама            | 2:3       | Золотой кубок КОНКАКАФ 2007        |
| 03. | 10 июня 2007     | Джайентс Стэдиум, Ист-Ратерфорд, США               | Мексика           | 2:1       | Золотой кубок КОНКАКАФ 2007        |
| 04. | 10 июня 2007     | Джайентс Стэдиум, Ист-Ратерфорд, США               | Мексика           | 2:1       | Золотой кубок КОНКАКАФ 2007        |
| 05. | 6 февраля 2008   | Олимпико Метрополитано, Сан-Педро-Сула, Гондурас   | Парагвай          | 2:0       | Товарищеский матч                  |
| 06. | 11 октября 2008  | Олимпико Метрополитано, Сан-Педро-Сула, Гондурас   | Канада            | 2:0       | Чемпионат мира 2010 (квалификация) |
| 07. | 1 апреля 2009    | Олимпико Метрополитано, Сан-Педро-Сула, Гондурас   | Мексика           | 3:1       | Чемпионат мира 2010 (квалификация) |
| 08. | 1 апреля 2009    | Олимпико Метрополитано, Сан-Педро-Сула, Гондурас   | Мексика           | 3:1       | Чемпионат мира 2010 (квалификация) |
| 09. | 6 июня 2009      | Солджер Филд, Чикаго, США                          | США               | 2:1       | Чемпионат мира 2010 (квалификация) |
| 10. | 4 июля 2009      | Сенчури Линк-филд, Сиэтл, США                      | Гаити             | 1:0       | Золотой кубок КОНКАКАФ 2009        |
| 11. | 11 июля 2009     | Джиллетт Стэдиум, Фоксборо, США                    | Гренада           | 4:0       | Золотой кубок КОНКАКАФ 2009        |
| 12. | 12 августа 2009  | Олимпико Метрополитано, Сан-Педро-Сула, Гондурас   | Коста-Рика        | 4:0       | Чемпионат мира 2010 (квалификация) |
| 13. | 12 августа 2009  | Олимпико Метрополитано, Сан-Педро-Сула, Гондурас   | Коста-Рика        | 4:0       | Чемпионат мира 2010 (квалификация) |
| 14. | 14 ноября 2009   | Тибурсио Кариас Андино, Тегусигальпа, Гондурас     | Латвия            | 2:1       | Товарищеский матч                  |
| 15. | 29 мая 2011      | Робертсон Стэдиум, Хьюстон, США                    | Сальвадор         | 2:2       | Товарищеский матч                  |
| 16. | 10 июня 2011     | Эф-ай-ю Стэдиум, Майами, США                       | Гренада           | 7:1       | Золотой кубок КОНКАКАФ 2011        |
| 17. | 10 июня 2011     | Эф-ай-ю Стэдиум, Майами, США                       | Гренада           | 7:1       | Золотой кубок КОНКАКАФ 2011        |
| 18. | 10 июня 2011     | Эф-ай-ю Стэдиум, Майами, США                       | Гренада           | 7:1       | Золотой кубок КОНКАКАФ 2011        |
| 19. | 10 августа 2011  | Локхарт Стэдиум, Форт-Лодердейл, США               | Венесуэла         | 2:0       | Товарищеский матч                  |
| 20. | 10 августа 2011  | Локхарт Стэдиум, Форт-Лодердейл, США               | Венесуэла         | 2:0       | Товарищеский матч                  |
| 21. | 2 июня 2012      | Роберт Ф. Кеннеди Мемориэл Стэдиум, Вашингтон, США | Сальвадор         | 3:0       | Товарищеский матч                  |
| 22. | 16 октября 2012  | Олимпико Метрополитано, Сан-Педро-Сула, Гондурас   | Канада            | 8:1       | Чемпионат мира 2014 квалификация   |
| 23. | 16 октября 2012  | Олимпико Метрополитано, Сан-Педро-Сула, Гондурас   | Канада            | 8:1       | Чемпионат мира 2014 квалификация   |
| 24. | 16 октября 2012  | Олимпико Метрополитано, Сан-Педро-Сула, Гондурас   | Канада            | 8:1       | Чемпионат мира 2014 квалификация   |
| 25. | 22 марта 2013    | Олимпико Метрополитано, Сан-Педро-Сула, Гондурас   | Мексика           | 2:2       | Чемпионат мира 2014 квалификация   |
| 26. | 6 сентября 2013  | Ацтека, Мехико, Мексика                            | Мексика           | 2:1       | Чемпионат мира 2014 квалификация   |
| 27. | 10 сентября 2013 | Тибурсио Кариас Андино, Тегусигальпа, Гондурас     | Панама            | 2:2       | Чемпионат мира 2014 квалификация   |
| 28. | 15 октября 2013  | Индепенденс Парк, Кингстон, Ямайка                 | Ямайка            | 2:2       | Чемпионат мира 2014 квалификация   |
| 29. | 19 ноября 2013   | Би-би-ви-эй Компасс Стэдиум, Хьюстон, США          | Эквадор           | 2:2       | Товарищеский матч                  |
| 30. | 19 ноября 2013   | Би-би-ви-эй Компасс Стэдиум, Хьюстон, США          | Эквадор           | 2:2       | Товарищеский матч                  |
| 31. | 1 июня 2014      | Би-би-ви-эй Компасс Стэдиум, Хьюстон, США          | Израиль           | 2:4       | Товарищеский матч                  |
| 32. | 20 июня 2014     | Арена Байшада, Куритиба, Бразилия                  | Эквадор           | 1:2       | Чемпионат мира 2014                |

## Достижения
Индивидуальные
- Лучший бомбрадир Чемпионат Гондураса по футболу — Апертура 2006/2007